# Katharina Trost
Katharina Trost (Freilassing, 28 de junio de 1995) es una deportista de Alemania que compite en atletismo.
Fue campeona de Alemania alaire libre en 2023, en la prueba de 1500 m, y tres veces campeona nacional en pista cubierta. Participó en los Juegos Olímpicos de Tokio 2020, en la prueba de 800 m.